# …Tylko brać
...Tylko brać (lub ...Tylko brać. Osiecka znana i nieznana) – album studyjny polskiego wokalisty i pianisty Stanisława Sojki.
Muzykę do tekstów Agnieszki Osieckiej skomponowali Andrzej Zieliński, ks. Franciszek Leśniak oraz sam Sojka. Wydawnictwo ukazało się 10 września 2010 roku nakładem wytwórni muzycznej  Universal Music Polska.
Płyta zadebiutowała na 7. miejscu na liście OLiS w Polsce i uzyskała certyfikat złotej.

## Lista utworów
Opracowano na podstawie materiału źródłowego.
1. „Nie całuj mnie pierwsza” (muzyka: Andrzej Zieliński, słowa: Agnieszka Osiecka)
2. „Co by było gdyby nam zabrakło...” (muzyka: Stanisław Sojka, słowa: Agnieszka Osiecka)
3. „...tylko brać” (muzyka: Stanisław Sojka, słowa: Agnieszka Osiecka)
4. „Księżycu płyń” (muzyka: Stanisław Sojka, słowa: Agnieszka Osiecka)
5. „Tango Warszawo” (muzyka: Stanisław Sojka, słowa: Agnieszka Osiecka)
6. „W naszym domu nie ma drzwi” (muzyka: Stanisław Sojka, słowa: Agnieszka Osiecka)
7. „Jedni piszą wiersze piórem” (muzyka: Stanisław Sojka, słowa: Agnieszka Osiecka)
8. „Od Warszawy do Krakowa” (muzyka: Stanisław Sojka, słowa: Agnieszka Osiecka)
9. „A może nie warto” (muzyka: Stanisław Sojka, słowa: Agnieszka Osiecka)
10. „Po słonecznej stronie dnia” (muzyka: Stanisław Sojka, słowa: Agnieszka Osiecka)
11. „Upływa szybko życie” (muzyka: ks. Franciszek Leśniak, słowa: ks. Franciszek Leśniak, Agnieszka Osiecka)

## Twórcy
Opracowano na podstawie materiału źródłowego.
| - Stanisław Sojka – śpiew, fortepian, gitara akustyczna - Janusz „Yanina” Iwański – gitara akustyczna - Przemek Greger – gitara akustyczna, gitara elektryczna (10) - Marcin Lamch – kontrabas - Antek Sojka – keyboard, moog | - Kuba Sojka – perkusja - Zbyszek „Uhuru” Brysiak – instrumenty perkusyjne - Aleksander Korecki – saksofony - Antoni „Ziut” Gralak – trąbka |